# Tamaki Saitō
Tamaki Saitō (斎藤 環, Saitō Tamaki, Kitakami, 24 de setembro de 1961) é um psiquiatra e crítico de banda desenhada japonês, especializado no campo dos estudos psiquiátricos da puberdade e adolescência.
Saitō é diretor do Hospital Sofukai Sasaki em Funabashi.

## Biografia
Saitō é notável pela criação e estudo do termo hikikomori (引きこもり, isolado em casa), tendo sido pioneiro na pesquisa sobre tal fenómeno.
Graduou-se no Liceu de Morioka e na Universidade de Tsukuba, tendo licenciado-se em ecologia ambiental na faculdade de medicina em 1986. Em 1990, concluiu o doutorado em medicina, sob a orientação de Hiroshi Inamura.

## Obras
Obras em japonês
- Bunmyakubyō--Lacan/Bateson/Maturana (文脈病――ラカン/ベイトソン/マトゥラーナ), 1998
- Shakaiteki hikikomori--Owaranai Shishunki (社会的ひきこもり――終わらない思春期), 1998
- Sento bishojo no seishinbunseki (戦闘美少女の精神分析), 2000
- Gekiron! hikikomori (激論！ひきこもり), coautoria com Sadatsugu Kudo, 2001
- "Hikikomori" kyushutu manual (「ひきこもり」救出マニュアル), 2002
- OK? Hikikomori OK! (OK?ひきこもりOK!), 2003
- Hikikomori bunkaron (ひきこもり文化論), 2003
- Kairi no pop skill (乖離のポップ・スキル), 2004
- Bungaku no choukou (文学の徴候), 2004
- Ikinobiru tame no Lacan (生き延びるためのラカン), 2006
- Media ha sonzai shinai (メディアは存在しない), 2007
- Artist wa kyokaisenjou de odoru (アーティストは境界線上で踊る), 2007
- Bungaku no dansou--Sekai/Shinsai/Character (文学の断層――セカイ・震災・キャラクター), 2008
- Kankei no kagaku toshite no bungaku (関係の化学としての文学), 2009
- Bungaku no seishinbunseki (「文学」の精神分析), 2009
- Hikikomori kara mita mirai--SIGN OF THE TIMES 2005−2010 (ひきこもりから見た未来――SIGN OF THE TIMES 2005−2010), 2010
- Character seishinbunseki (キャラクター精神分析), 2011

Obras em inglês
- Christopher Bolton, Istvan Csicsery-Ronay Jr., e Takayuki Tatsumi, ed. (2007). «Otaku Sexuality». Robot Ghosts and Wired Dreams (em inglês). prefácio de Mari Kotani. Minneapolis: University of Minnesota Press. ISBN 978-0-8166-4974-7
- Beautiful Fighting Girl (em inglês). Traduzido por Vincent, J. Keith; Lawson, Dawn. prefácio de Hiroki Azuma. Minneapolis: University of Minnesota Press. 2011. ISBN 978-0-8166-5451-2[4]
- Social Withdrawal: Adolescence without End (em inglês). Traduzido por Angles, Jeffrey. Minneapolis: University of Minnesota Press. 2012